# غوشة (زلاغي الغربي)
غوشة (بالفارسية: گوشه) هي قرية تقع في إيران في قسم زلاغي الغربي الریفي.